# 18851 Вінмессер
18851 Вінмессер (18851 Winmesser) — астероїд головного поясу, відкритий 7 вересня 1999 року.
Тіссеранів параметр щодо Юпітера — 3,519.